# Amdoun
La delegació o mutamadiyya d'Amdoun (àrab: معتمدية عمدون, muʿtamadiyya ʿAmdūn) és una delegació o mutamadiyya tunisiana de la governació de Béja, situada vora nou quilòmetres al nord-oest de la ciutat de Béja. N'és la capital Zahret Medien, on resideixen 11.000 dels 24.320 habitants de la regió (2004).
La delegació d'Amdoun està immersa a l'extrem oriental costaner del gran sistema muntanyós de la Serralada de l'Atles.

## Administració
El seu codi geogràfic és 21 53 (ISO 3166-2:TN-12) i està dividida en catorze sectors o imades:
- Zahret Medien (21 53 51)
- Zahret Medien Sud (21 53 52)
- El Fraîjia (21 53 53)
- El Ghorfa (21 53 54)
- Romadhnia (21 53 55)
- Maghraoua (21 53 56)
- Sabah (21 53 57)
- El Mejaless (21 53 58)
- El Hamra (21 53 59)
- Ghazia (21 53 60)
- Malek (21 53 61)
- Tarhouni (21 53 62)
- El Goussa (21 53 63)
- El Djouza (21 53 64)